# Assur (godheid)

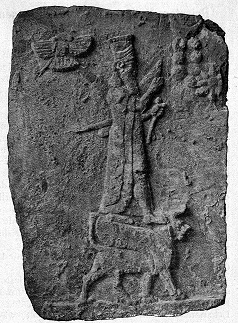
Assur die op de Hemelstier staat.

Assur (Akkadisch: Aššur, Asjsjoer, of Asjoer) was de god van het Assyrische pantheon en de rivaal van de Babylonische god Mardoek. Hij was oorspronkelijk de stadsgod van Assur, maar zou uitgroeien tot de oppergod van het Assyrische Rijk.

## Naam
A-šur of Aš-su3r zijn naam werd in het Neo-Assyrisch vaak afgekort als Aš, of An-ša3r en in het Oud-Babylonisch werd hij A-usar genoemd. Zijn bijnamen zijn onder andere bêlu rabû (grote heer), ab ilâni (vader van de goden), šadû rabû (grote berg), en ilu aššurû (god van Assur).

## Oorsprong
Zijn oorsprong is zeer omstreden. Misschien is Assur verwant met de Amoritische god Ašar. Daar hij later ook den-lil van Assur wordt genoemd, was hij misschien oorspronkelijk een aard- of berggod, waarvoor ook zijn verering in É-ḫur-sag-kur-kur-a en zijn bijnaam šadû rabû (grote berg) pleiten. Deze naam is van de Ur III-periode tot in de Parthische periode betuigd. Het is echter ook mogelijk dat hij een personificatie van de stad zelf was. Er is geen mythologie rond Assur en aanvankelijk was er ook geen verwantschap of familie van hem bekend. Hij was koning van de stad die naar hem genoemd was en de wereldlijke koning was slechts zijn stadhouder.
In de Neo-Assyrische tijd neemt Assur in de Assyrische religieuze en literaire bronnen de plaats van de Babylonische hoofdgod Marduk in. Zijn priesters probeerden vanaf circa 1300 v.Chr. Marduk door Assur te vervangen in Enuma Elish. In deze versie van de Enuma Elish verschijnt Marduk niet en in plaats van hem doodt Assur/Ansjar Tiamat. Vanaf het bewind van Sargon II werd hij geïdentificeerd met Ansjar de vader van An, vermoedelijk omwille van hun homonieme namen. Later, na een periode waarin Assur niet meer voorkomt in de bronnen, wordt Assur in de Parthische periode (3e eeuw n. Chr.) opnieuw vereerd. Naast zijn functie als rijksgod (ilu aššurû) was Assur ook krijgsgod en vruchtbaarheidsgod.
Zijn tempel Ešarra in Assur met het centrale heiligdom É-ḫur-sag-kur-kur-a het "berghuis van de landen" wordt sinds 1903 door de Deutsche Orient-Gesellschaft opgegraven.

## Iconografie

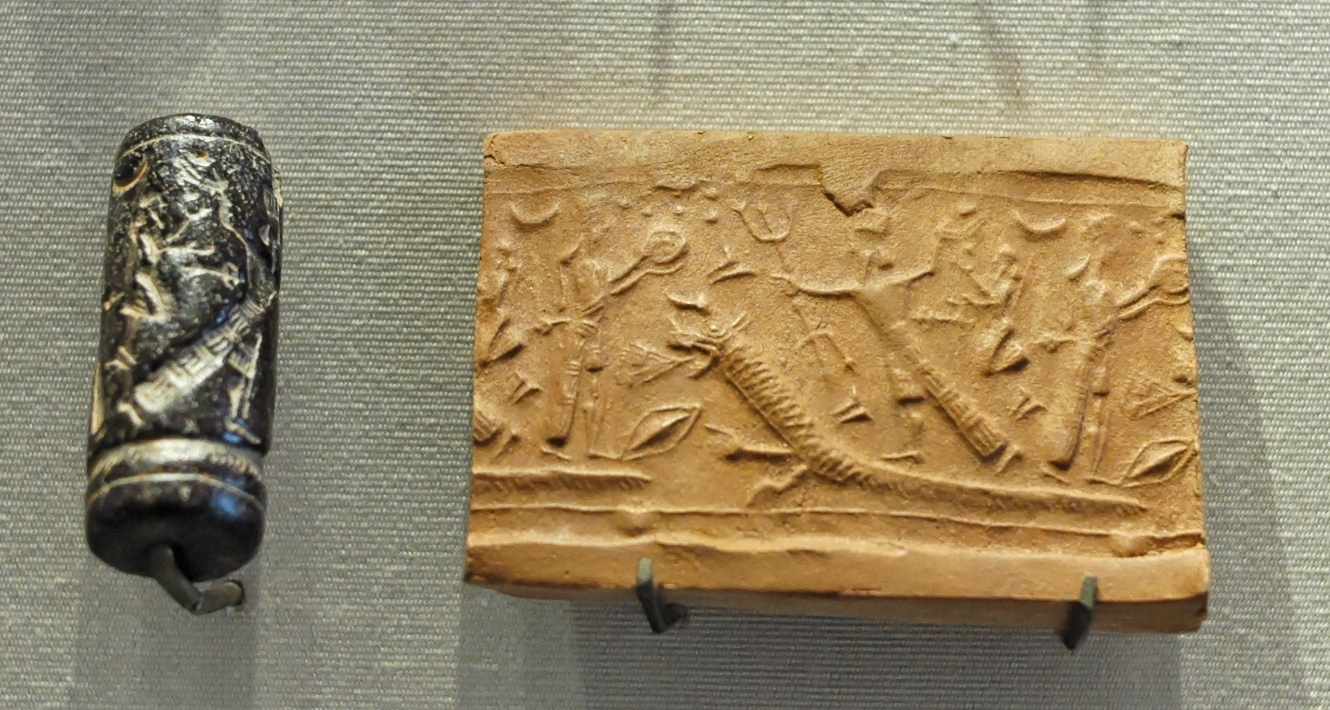
Steatieten Rolzegel en afdruk, die een mythologisch scène voorstelt: Assur die een monster aanvalt wordt aangeklampt door een godin (Assyrië, 9e-8e eeuw v.Chr.).

Op neo-Assyrische reliëfs wordt Assur als boogschutter met een horenkroon in een gevleugelde zon voorgesteld. Deze iconografie heeft waarschijnlijk de voorstelling van Ahura Mazda beïnvloed. Sommige geleerden meenden dat Assur werd vertegenwoordigd als zonneschijf die herhaaldelijk in de Assyrische iconografie voorkomt. De feiten wijzen echter uit dat het in feite om de zonnegod Shamash gaat.
Hoewel hij de belangrijkste god van de Assyriërs was, had Assur geen eigen mythologie of eigenschappen, waardoor hij zijn eigenschappen zou ontlenen aan goden als Ansjar en Marduk. Vele Assyrische koningen hadden een naam die naar Assur verwees.